# 雅麗珊郡主 (1936年)
尊敬的歐國偉爵士夫人雅麗珊郡主（英語：Princess Alexandra, The Honourable Lady Ogilvy；1936年12月25日—），全名為雅麗珊·海倫·伊利沙伯·奧爾加·克里斯塔貝爾（英語：Alexandra Helen Elizabeth Olga Christabel），是英國王室成員，肯特公爵喬治王子與希臘和丹麥的瑪麗娜公主唯一的女兒。她同時是喬治五世唯一在世的孫女、愛德華八世與喬治六世的姪女，以及伊麗莎白二世的堂妹。
雅麗珊於1963年下嫁商人歐國偉爵士，婚姻持續至2004年丈夫去世。她出生時位列英國王位繼承順序第六位，現時則排名第58位。

## 早年生活

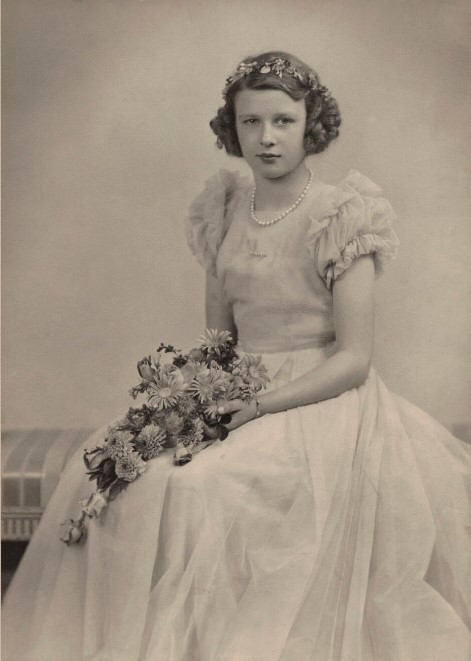
11歲的雅麗珊

雅麗珊郡主於1936年12月25日出生於倫敦貝爾格雷夫廣場3號。她的父親肯特公爵喬治王子為喬治五世與瑪麗王后的第四子，母親希臘和丹麥的瑪麗娜公主則為希臘和丹麥的尼古拉奧斯王子與俄羅斯的埃琳娜·弗拉基米洛芙娜女大公之女。她的名字源自曾祖母亞歷山德拉王后、外祖母俄羅斯的埃琳娜·弗拉基米洛芙娜女大公，以及兩位姨母——托林-耶滕巴赫伯爵夫人伊利沙伯與南斯拉夫的奧爾加王妃。由於出生於聖誕節，她如姑母告羅士打公爵夫人愛麗絲王妃般獲教名「克里斯塔貝爾」。她的誕生是最後一次依循傳統由內政大臣在場見證，以確認王位潛在繼承人的出生。時任內政大臣約翰·西蒙是最後一位執行此職責者。
作為英國君主的内孫女，她獲尊稱為公主，頭銜為殿下。她出生時在英國王位繼承順序中排名第六，位列堂姐伊利沙伯與瑪嘉烈公主、伯父格洛斯特公爵亨利王子、父親肯特公爵及長兄愛德華王子之後。她的出生距離伯父愛德華八世退位僅兩週。
雅麗珊於1937年2月9日在白金漢宮私人教堂受洗，教父母包括伯父喬治六世與伯母伊利沙伯王太后、姑祖母挪威王后、外祖母希臘和丹麥的尼古拉奧斯王妃、姨母南斯拉夫的奧爾加王妃、姑曾祖母碧翠絲公主、叔祖父阿斯隆伯爵及姨丈托林-耶滕巴赫伯爵卡爾·西奧多。其中僅喬治六世夫婦與阿斯隆伯爵出席儀式。
雅麗珊的童年多在家族擁有的科賓斯別墅（位於白金漢郡）度過。第二次世界大戰期間，她曾與祖母瑪麗王后暫居巴德明頓莊園。1942年8月25日，正服役於英國皇家空軍的父親於蘇格蘭凱瑟尼斯因敦比空難殉職。雅麗珊是首位進入寄宿學校（雅士谷附近的希思菲爾德學校）就讀的英國公主，其後赴巴黎深造。她亦曾受訓於大奧蒙德街醫院。

## 婚姻與個人生活
1963年4月24日，她與第十二代艾爾利伯爵大衛·奥格威和亞歷山德拉·科克女勳爵（Lady Alexandra Coke）的次子安格斯·詹姆斯·布魯斯·奥格威在西敏寺結婚。歐國偉贈予雅麗珊一枚訂婚戒指，戒指以黃金鑲嵌凸圓形藍寶石，兩側圍繞鑽石。這場婚禮有王室成員出席，並通過電視向全球轉播，估計有2億人觀看。
新娘身穿由約翰·卡瓦納設計的瓦朗西安蕾絲婚紗，搭配相稱的頭紗和拖裙。她與哥哥肯特公爵從肯辛頓宮前往教堂。伴娘包括安妮公主和奧地利的伊利沙伯女大公，伴郎是佩里格林·費爾法克斯（Peregrine Fairfax）。婚禮由坎特伯雷大主教麥可·拉姆齊主持。歐國偉拒絕了女王在婚後授予他伯爵頭銜的提議，因此他們的子女沒有頭銜。
歐國偉於1988年被封為爵士（雅麗珊因此被稱為「尊敬的歐國偉爵士夫人」），並於1997年加入英國樞密院。雅麗珊與歐國偉育有兩名子女，分別為詹姆斯和瑪麗娜。
瑪麗娜在1989年底宣布第一次懷孕，由於她與男友保羅·朱利安·莫瓦特（Paul Julian Mowatt）並未結婚，引發了爭議。這導致她與父母產生矛盾，父母建議她要麼奉子成婚，要麼墮胎。瑪麗娜當時在接受小報採訪時聲稱，由於父母不滿她的行為，他們切斷了她的信託基金和每月生活費。她還表示，她曾寫信給伊利沙伯二世，稱呼她為「親愛的莉莉貝特表姐」，請求她介入家庭糾紛。瑪麗娜的父母否認了她的說法，表示他們愛她，並未切斷她的經濟來源，且隨時歡迎她回家。

## 活動

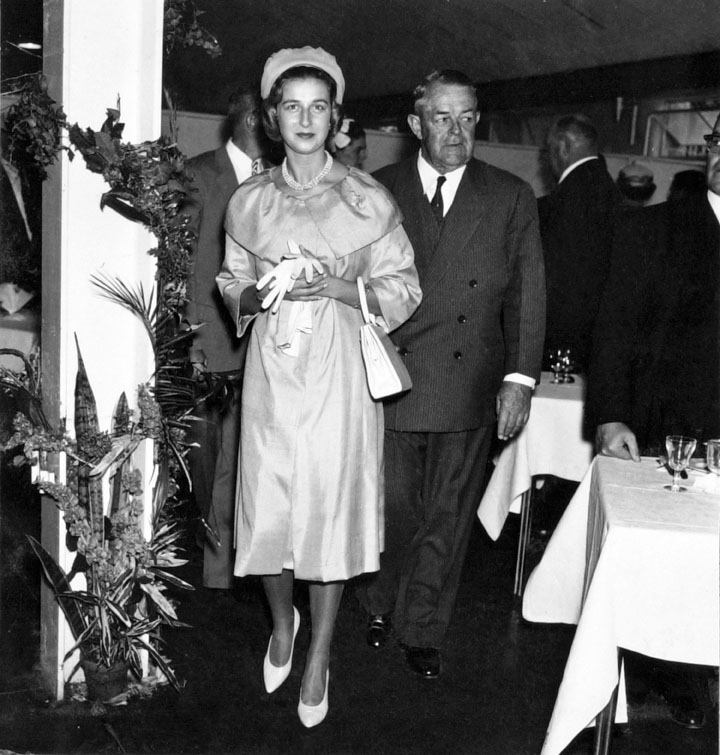
雅麗珊於1959年訪問澳洲

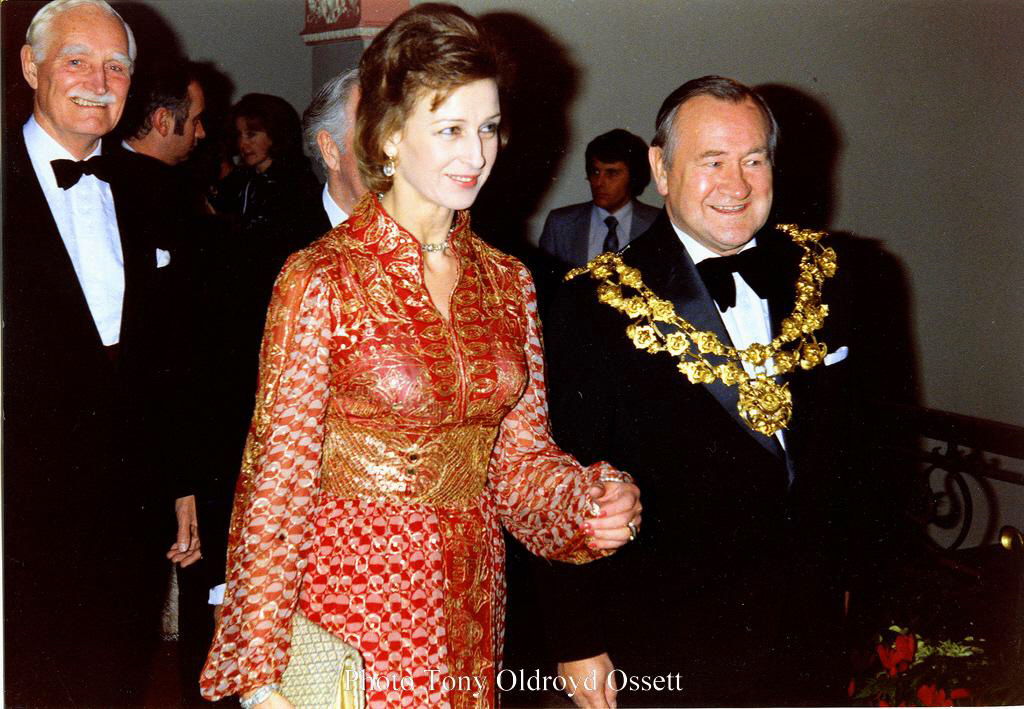
雅麗珊於1977年訪問奧塞特

自1950年代末起，雅麗珊在英國及海外代表女王執行大量公務。她每年參與約120項活動，是王室中最活躍的成員之一。2012年，她完成了110項公務。然而，2013年4月因罹患風濕性多肌痛症，她取消了所有行程。截至2025年，她仍被列為在職王室成員，出席眾多儀式及慈善活動。

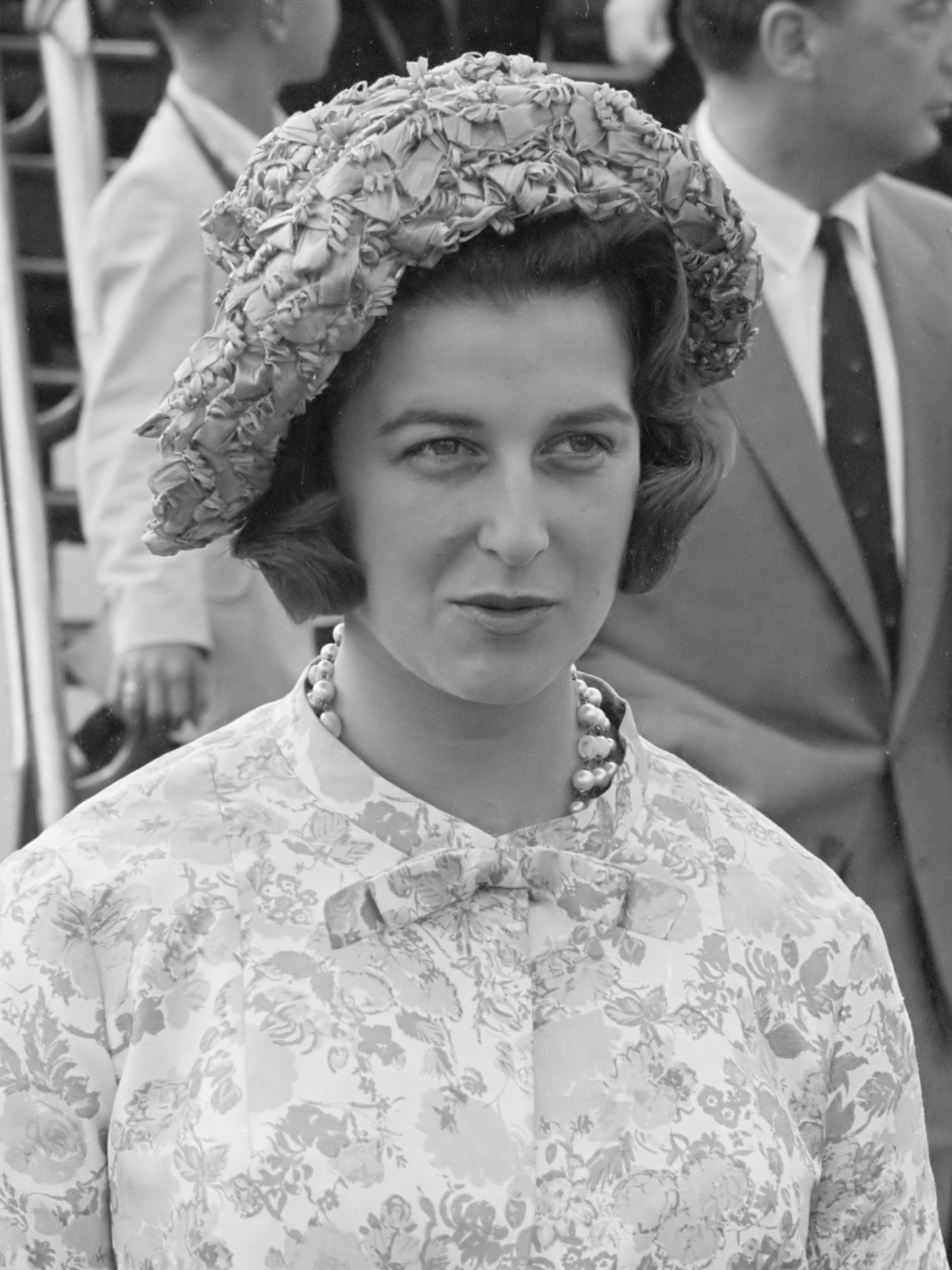
雅麗珊於1961年6月訪問荷蘭

1959年，她展開對澳洲的廣泛巡訪，並出席昆士蘭百年慶典。電台主持人拉斯·泰森（與電視音樂總監克萊德·柯林斯（Clyde Collins）為此創作《雅麗珊華爾茲》（Alexandra Waltz），由少女蓋伊·凱勒獻唱給公主。1961年，雅麗珊訪問香港，參觀香港仔魚類批發市場、落馬洲警署及公共屋邨蘇屋邨。1967年，她以私人名義重訪澳洲，同時在坎培拉與墨爾本履行公務。布里斯班的雅麗珊郡主醫院即以她命名。
1960年10月1日，雅麗珊代表女王出席奈及利亞脫離英國獨立的儀式，並於10月3日主持首屆國會開幕。她隨後出訪加拿大、義大利、阿曼、匈牙利、挪威、日本、泰國、直布羅陀及福克蘭群島。1965年，她在北愛爾蘭貝爾法斯特的哈蘭德與沃爾夫造船廠為紐西蘭海軍懷卡托號護衛艦主持下水禮。1971年7月23日，她為倫敦地鐵維多利亞線維多利亞站至布里克斯頓站段揭幕。1973年5月，她在1973年蘇格蘭足總盃決賽中會見兩隊球員，並將獎盃頒予冠軍。1979年，她再度代表女王出席聖盧西亞脫離英國獨立的慶典。
雅麗珊自1964年建校起擔任蘭開斯特大學的校監，直至2004年卸任。她也是毛里裘斯大學的首任校監。她還是格拉斯哥皇家內外科醫學院、英格蘭皇家外科醫學院麻醉醫師學會、英國皇家婦產科學院名譽院士以及倫敦皇家內科醫師學會院士。她還是亞歷山德拉玫瑰日的主席，該活動為紀念其曾祖母亞歷山德拉王后而設立。她曾任漢普斯特德皇家學校贊助人。雅麗珊曾任英國世界自然基金會主席至2011年。
在2013年廢除前，雅麗珊每年從王室年俸獲得22.5萬英鎊用於官方開支，儘管與其他王室成員（除愛丁堡公爵菲臘親王外）一樣，女王會將此金額償還給英國財政部。雅麗珊居住在倫敦里士滿的茅草屋旅館，這處皇室財產由歐國偉於1963年婚後從皇室財產委員會以150年租約購得。她在倫敦聖詹姆士宮還擁有一處恩賜公寓。
2023年5月，雅麗珊在參加完查理斯三世和卡米拉的加冕禮後，與其他在職王室成員一同出現在王座廳和白金漢宮陽台的合照中。2024年2月，她在參加康斯坦丁二世感恩儀式時被看到使用輪椅。同年6月，她與國王查理斯一同參加了在女王禮拜堂舉行的禮拜，雅麗珊坐在國王身旁，以紀念該教堂400週年慶典，並作為嘉賓出席了嘉德勳章日，在合照中與愛丁堡公爵夫人蘇菲和威爾斯王妃嘉芙蓮同框。

## 頭銜、稱號與榮譽

雅麗珊的皇家徽章

### 稱號與頭銜
儘管她擁有更長的正式頭銜，但通常簡稱被為「雅麗珊郡主殿下」（Her Royal Highness Princess Alexandra）。
1936年12月25日至1963年4月24日期間，她的頭銜為「肯特的雅麗珊郡主殿下」（Her Royal Highness Princess Alexandra of Kent）。1963年4月24日，她與歐國偉結婚後，被稱為「歐國偉夫人雅麗珊郡主殿下」，至1988年12月31日（Her Royal Highness Princess Alexandra, The Honourable Mrs Angus Ogilvy）。由於丈夫被封爵士，她的頭銜自1988年12月31日起，改為「尊敬的歐國偉爵士夫人雅麗珊郡主」（Her Royal Highness Princess Alexandra, The Honourable Lady Ogilvy）。

### 榮譽
雅麗珊曾獲頒多項榮譽，包括喬治六世王室勳章（1951年）、伊利沙伯二世皇室勳章（1952年）、皇家維多利亞勳章大十字騎士勳章（1960年）及嘉德勳章皇家騎士（2003年）。

## 注腳
1. ↑  . London Gazette. 1936-12-28.
2. 1 2 3 4  Panton 2011，第37頁.
3. ↑  . Australian Broadcasting Corporation. 2015-05-03  [2025-07-06].
4. ↑  . The Gazette.   [2025-05-22].
5. ↑  . British Pathé. 2020-11-12  [2025-07-06]. （原始内容存档于2021-12-12） –YouTube.
6. 1 2  Mishael, Herbert. . The Age (London). 1963-04-24  [2025-07-06].
7. ↑  . Pittsburgh Post Gazette (London). Associated Press. 1956-01-19  [2025-07-06].
8. ↑  . The Guardian. 2023-04-07  [2025-07-06]. （原始内容存档于2023-04-07）.
9. 1 2 3 4 5 6  Panton 2011，第38頁.
10. ↑  Chang, Mahalia. . Harper's Bazaar Australia. 2017-11-27  [2025-07-06]. （原始内容存档于2018-05-16）.
11. 1 2 3 4  . Pathé News. 1963  [2025-07-06].
12. ↑    - Cathcart, Helen. . London: W. H. Allen & Co. 1967.
  - Murphy, Nichola. . Hello!. 2021-07-13  [2025-07-06].
13. 1 2  . The New York Times. 1989-10-17  [2025-07-06]. （原始内容存档于2023-04-18）.
14. ↑  . Los Angeles Times. 1989-10-09  [2025-07-06].
15. 1 2  Archives, L. A. Times. . Los Angeles Times. 1989-10-09  [2025-07-06].
16. ↑  . The New York Times. 1989-11-05  [2025-07-06].
17. ↑  Rayner, Gordon. . The Telegraph. 2014-01-01  [2025-07-06]. （原始内容存档于2025-06-29）.
18. 1 2 3  . Official website of the Royal Family.   [2025-07-06]. （原始内容存档于2018-08-23）.
19. ↑  . Woman's Day. 1963-01-07.
20. ↑    - Acheson, Mark. . Portsmouth News. 2017-06-29  [2025-07-06].
  - . YouTube (British Pathé). 2014-04-13. （原始内容存档于2021-12-12）.
21. ↑  . British Pathé (YouTube). 2014-04-13  [2025-07-06]. （原始内容存档于2021-12-12）.
22. ↑  . Princess Alexandra Hospital. 2015-03-15  [2025-07-06]. （原始内容存档于2022-03-09）.
23. ↑  . National Museum of the Royal New Zealand Navy. 2016-01-18  [2025-07-06]. （原始内容存档于2020-07-06）.
24. ↑  Green, Oliver. . Ian Allan. 1988: 59. ISBN 978-0-7110-1720-7.
25. ↑  . followfollow.com. 2024-05-22  [2025-07-06]. （原始内容存档于2025-05-08）.
26. ↑  Wayne, Rick. . THE STAR - St Lucia. 2019-02-16  [2025-07-06]. （原始内容存档于2025-01-20）.
27. ↑  . Lancaster University.   [2025-07-06]. （原始内容存档于2018-03-26）.
28. ↑  . 2014-12-08  [2025-07-06]. （原始内容存档于2024-11-27）.
29. ↑  . Art UK. 1960  [2025-07-06]. （原始内容存档于2023-04-16）.
30. ↑  . Anaesthesia. 1967-07, 22 (3): 537–539. S2CID 221417865. doi:10.1111/j.1365-2044.1967.tb02794.x .
31. ↑  . Royal College of Obstetricians and Gynaecologists.   [2025-07-06]. （原始内容存档于2018-06-12）.
32. ↑  . Alexandra Rose Charity.   [2025-07-06]. （原始内容存档于2021-03-01）. Our Patron is her great granddaughter, HRH Princess Alexandra.
33. ↑  Carrier, Dan. . Camden New Journal. 2007-07-05  [2025-07-06]. （原始内容存档于2024-07-18）.
34. ↑  . London: WWF. 2011-09-09  [2025-07-06].
35. ↑  Kelso, Paul. . The Guardian. 2000-03-06  [2025-07-06]. （原始内容存档于2007-12-26）.
36. ↑  . Official website of the British Monarchy.   [2025-07-06]. （原始内容存档于2014-10-15）.
37. ↑  . Royal Household. 2023-05-08  [2025-07-06]. （原始内容存档于2025-06-21）.
38. ↑  Ward, Victoria. . The Telegraph. 2024-02-27  [2025-07-06]. （原始内容存档于2025-05-19）.
39. ↑  Bickerstaff, Isaac. . Tatler. 2025-06-05  [2025-07-06].
40. ↑  Jureidini, B. . Tatler. 2025-06-16  [2025-07-06].
41. ↑  . royal.uk.   [2025-07-06]. （原始内容存档于2025-04-29）.
42. ↑  . The London Gazette (2nd supplement). 1953-11-17.
43. ↑  . St George's Chapel.   [2025-07-06]. （原始内容存档于2008-08-20）.
44. ↑  . The London Gazette (2nd supplement). 1977-06-10.
45. ↑  . The London Gazette (2nd supplement). 1992-02-13.
46. ↑  . The London Gazette (2nd supplement). 2018-06-09.
47. 1 2  . Debrett's. 2008: 97. ISBN 9781870520805.
48. ↑  . The London Gazette. 1960-12-27.
49. ↑  . The official website of the British Royal Family. 2003-04-23  [2025-07-06]. （原始内容存档于2021-02-24）.
50. ↑  . Debrett's.   [2025-07-06]. （原始内容存档于2011-12-17）.